# ジェリコ・ラジュナトヴィッチ

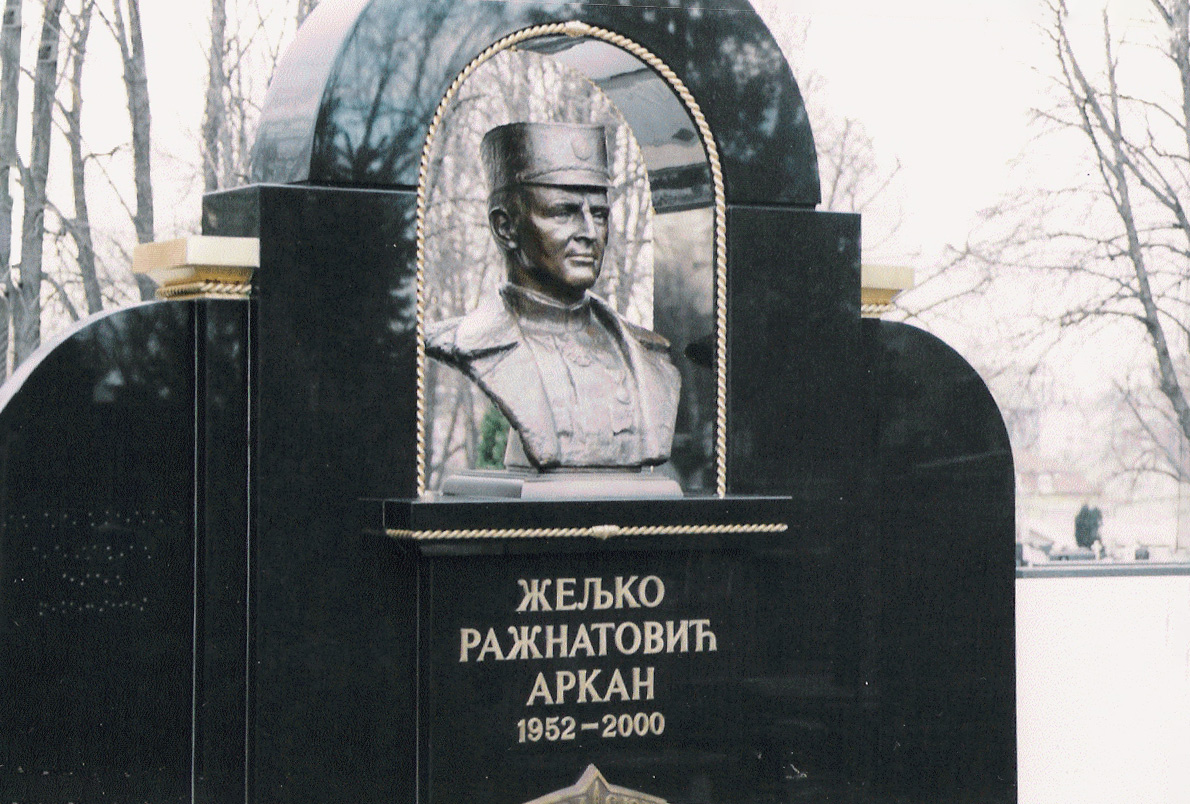
胸像

ジェリコ・ラジュナトヴィッチ（セルビア語:Жељко Ражнатовић、ラテン文字表記:Željko Ražnatović）、またはアルカン（Аркан、Arkan、1952年4月17日 - 2000年1月15日）は、セルビアの民兵組織アルカン・タイガーのリーダー。ユーゴスラビア紛争での戦争犯罪で告訴されていた。日本語ではラズニャトヴィッチ、ラズナトヴィッチなどの表記も見られる。

## 出自
ユーゴスラヴィア連邦人民共和国、現在のスロヴェニアのブレージツェに生まれる。ザグレブやパンチェヴォなどですごした後、セルビアのベオグラードに移る。父親はモンテネグロ出身のセルビア人で元空軍の軍人であり、母親は共産主義の活動家であった。軍隊式の厳格な家庭で、父親からの体罰もあったと発言している。家出することもしばしばであった。
1972年、20歳のときに犯罪活動で成功を収めるべく西ヨーロッパへ不法越境。偽造パスポートの上での偽名のひとつであったアルカンをニックネームとして使うようになる。ベルギー、スウェーデン、オランダ、オーストリア、ドイツ、スイス、イタリアなどの国々で強盗、殺人、襲撃などの活動に関わった。1974年、ベルギーで収監され、1977年に脱獄、1979年に再びオランダで逮捕され、1981年には再び脱獄した。現在では非常に警備の厳しいスヘフェニンゲンの刑務所をはじめ、ヨーロッパ各地の刑務所でたびたび脱獄を繰り返している。
アルカンは若い頃からスロヴェニアの政治家でアルカンの父親の友人であったスタネ・ドランツ (Stane Dolanc) の庇護を受けていた。ドランツはユーゴスラヴィアの秘密警察UDBA (UDBA) の長であり、アルカンは1973年からUDBAのエージェントとして働き、政治亡命者や反体制派の暗殺に従事していた。ドランツはアルカンがトラブルに巻き込まれるたびにその報いとしてアルカンを助け出していた。こうした活動のためにアルカンは複数の言語を身につけ、英語、フランス語、イタリア語を流暢に話し、ドイツ語、スウェーデン語、オランダ語、アルバニア語、ブルガリア語にも通じていた。
1981年にはユーゴスラヴィアに帰国、ここでも犯罪活動を続ける。1983年の11月、2名の連邦警察官がアルカンを逮捕するために待ち伏せていたところ、2名ともアルカンによって銃殺された。

## ユーゴスラヴィア紛争
1990年代に入り、民族間の緊張が高まると、アルカンはユーゴスラヴィア人民軍の支援の下、セルビア義勇親衛隊（セルビア語：Српска добровољачка гарда、ラテン文字表記Srpska dobrovoljačka garda、英語：Serb Volunteer Guard）、通称「虎」、あるいは「アルカン・タイガー」として知られる組織を設立。同組織は主にサッカークラブ、レッドスター・ベオグラードのフーリガンによって組織された。
1990年11月、クロアチアに設立されたクライナ・セルビア人共和国からベオグラードに戻る途中、クロアチアの警察によって逮捕された。アルカンは、ユーゴスラヴィアから独立したばかりのクロアチアに対する国家転覆、および同国大統領フラニョ・トゥジマンへの暗殺未遂の容疑で収監されたが、1991年6月14日に釈放されている。
アルカンの組織であるアルカン・タイガーは司令部と軍事訓練基地をもち、1991年から1995年にかけてクロアチアのヴコヴァルで活動した。同組織は、戦車やヘリコプターを含む現代兵器で武装した1万人の訓練された兵力を擁し、クロアチア紛争、およびボスニア・ヘルツェゴビナ紛争ではセルビア警察軍から補給を受けていた。この紛争のなかで、クライナ地方やブルチコ、バニャ・ルカ、サンスキ・モストなどで戦闘に従事した。

## ユーゴスラヴィアでの影響力拡大
1995年のデイトン合意以降、アルカンは再び私的な活動に戻り、「虎」は1996年に公的に解体された。同年、アルカンはユーゴスラビア・プルヴァ・リーガBのサッカークラブ、FKオビリッチを買収した。オビリッチは1996-97シーズンにユーゴスラビア・プルヴァ・リーガA昇格を優勝で決めると、翌1997-98シーズンにはレッドスター・ベオグラードとパルチザン・ベオグラードの二強以外ではユーゴスラビア崩壊以降唯一のリーグ優勝を果たした。アルカンはオビリッチ戦でゴールを決めた相手選手を脅迫し、ホームスタジアムを埋めた兵士は試合中に脅迫的な文面を叫び相手選手に銃を向けたとされている。ある選手はフォーフォーツーのインタビューでオビリッチ戦の際に誘拐されガレージに閉じ込められ出場できなかったと語った。これを受けて欧州サッカー連盟は1998年の夏にアルカンの裏社会との関係を理由にオビリッチの国際大会出場を禁止する可能性を示唆したため、アルカンは会長を辞任し妻のツェツァにその座を譲った。
アルカンは恐喝や詐欺、石油や貴金属の密輸などに関わったとして非難されている。アルカンはビジネスを拡大し、およそ400人が彼の元で活動に携わった。アルカンはカジノ、ディスコ、石油小売、パン屋、菓子屋、商店、レストラン、ジム、民間警備会社などを運営していた。
また、当時のユーゴスラヴィア大統領スロボダン・ミロシェヴィッチと密かに盟約を結び、ミロシェヴィッチの下で動いていた。1998年の8月に、コソヴォでの民族間対立が高まっていたころ、アルカンは密かに西側諸国への接近を模索した。アフリカのケニアやタンザニアで米国大使館が爆破される事件が起きたとき、アルカンは米国の立場を支持する内容の手紙を当時の米国大統領ビル・クリントンに宛てて送っていた。手紙ではイスラム原理主義の危険性を説き、「米国の永遠の友好国・セルビアにおけるテロリズムを許すべきではない」と綴ったが、クリントンはこの手紙を無視し、返事は出さなかった。
アルカンは民族派のセルビア人の間では祖国防衛の英雄と考えられており、アルカンが1993年に設立したセルビア統一党は2000年の議会選挙では20万票の投票により14議席を獲得している。

## コソヴォ紛争
コソヴォ紛争が勃発した1998年、コソヴォ解放軍 (UÇK) と戦うために、アルカンは再び民兵組織を集めた。アルカン本人はコソヴォへは向かわなかった。北大西洋条約機構 (NATO) によるコソヴォ紛争介入が行われるなか、アルカンの組織はコソヴォで軍事活動に従事した。
旧ユーゴスラビア国際戦犯法廷の判事リチャード・メイ (Richard May) によると、同国際法廷は、アルカンを虐殺、民族浄化、人道に対する罪などの罪で起訴した。起訴内容は1999年に国際法廷の検察官ルイーズ・アルブールによって公表された。コソヴォ紛争当時、アルカンはCNNやBBCなどのインタビューに答え、起訴事実の全てを否定した。1999年5月にベオグラードの中国大使館がNATOによって爆撃された際は、公式には誤爆であるとしてNATOは中国に謝罪したものの、中国大使館の駐在武官がアルカンと「虎」との連絡に関わっていたことに対する故意での攻撃であったとの見方もある。

## 暗殺
アルカンは2000年の1月15日の夕方、ベオグラードのインターコンチネンタル・ホテルのロビーで暗殺された。殺害を行ったのは23歳の警察官ドブロサヴ・ガヴリッチ (Dobrosav Gavrić) であった。アルカンが2人の友人と話しているところに背後から歩いて接近、しばらく機会をうかがった後、所持していたピストルCZ-99を発砲した。アルカンは左目を撃たれ、昏睡状態となった。アルカンはすぐに病院に運び込まれたがまもなく死亡が発表された。
アルカンとともにその場にいたビジネスマネジャーのミレンコ・マンディッチ (Milenko Mandić) 、警部のドラガン・ガリッチ (Dragan Garić) も犯人によって殺害された。犯人はアルカン側のボディーガードに撃たれ意識不明となったが、障害は残ったものの後に回復し、車椅子で生活している。また、現場にたまたま居合わせた女性が流れ弾にあたって重傷を負った。2000年1月20日、アルカンは「虎」のメンバーによってセルビア正教会で葬儀が行われた。葬儀にはおよそ2万人が訪れた。
親西欧派をはじめとするアルカンの敵対者たちの中には、アルカンを国の恥とし、その死を喜ぶ者もいた一方、アルカンは国際戦犯法廷で裁きを受けるべきだったという意見も出た。反対に、民族派の人々はその「民族の英雄」の死に大きくショックを受けた。現在でもアルカンをめぐっては賛否両論が渦巻いている。

### 暗殺事件の裁判
アルカンを殺害した犯人、ドブロサヴ・ガヴリッチは、アルカンの殺害に関して裁判で無罪を主張したが、地方裁判所で有罪と認定され、懲役19年を言い渡された。しかしこの判決は最高裁判所で「証拠不十分」とされた。2006年の裁判では、犯人の共犯者であるミラン・ジュリシッチ (Milan Đurišić) とドラガン・ニコリッチ (Dragan Nikolić) とともにガブリッチの有罪が認定され、それぞれ懲役30年が言い渡された。
事件の背景は不明確であるが、うわさによるとスロボダン・ミロシェヴィッチの息子マルコ・ミロシェヴィッチとアルカンとの間に石油密輸を巡る確執があったといわれている。その他のうわさによると、マフィア同士の抗争であったとも、またセルビア統一党の党首の座を欲したボリスラヴ・ペレヴィッチ Borislav Pelevićによる「身内の」犯行であったともいわれている。アルカンの弁護士は、英国の海兵隊の特殊部隊による犯行であると主張した。

## 人物
アルカンは猟色家で、5人の女性との間に9人の子どもをもうけている。長男のミハイロ (Mihajlo) は1975年にスウェーデン人女性アグネータ (Agneta) との間に生まれた。ミハイロは後にアルカンとともに戦争に参加している。その後ベルギー人女性、ベオグラードの女優との間にそれぞれ娘を一人ずつ持った。
アルカンの最初の妻となったのはスペイン語教師のナタリア・マルティノヴィッチ (Natalija Martinović) で、彼女と4人の子どもをもった。後にこの女性とは離婚した。
アルカンの2人目の妻となったのはずっと年下の人気歌手ツェツァことスヴェトラーナ・ヴェリチュコヴィッチであった。2人の結婚式はセルビアの放送局RTV Pinkで中継された。その後アルカンの死まで6年間にわたる結婚生活のなかで息子ヴェリコ (Veljko) と娘 アナスタシア(Anastasija) を持った。